# EPN
EPN of O-ethyl-O-(4-nitrofenyl)fenylthiofosfonaat is een zeer toxische organische verbinding met als brutoformule C14H14NO4PS. De stof komt voor als een geel tot bruin kristallijn poeder met een kenmerkende geur, dat onoplosbaar is in water.

## Toepassingen
EPN is een insecticide en acaricide. Handelsnamen van het product zijn onder andere Santox, Tsumaphos, Kasutop Dust, Meidon 15 Dust en MAPJ.

## Toxicologie en veiligheid
EPN ontleedt bij verhitting, met vorming van giftige en corrosieve dampen van onder andere stikstofoxiden, fosforoxiden en zwaveloxiden. Het reageert met oxidatoren. De stof ontleedt onder invloed van basen (hydrolyse), met vorming van 4-nitrofenol.
De stof kan zeer schadelijke effecten hebben op het zenuwstelsel, met als gevolg stuiptrekkingen en ademhalingsfalen. Er treedt remming van cholinesterase op en blootstelling kan bewusteloosheid of de dood veroorzaken.